# علي الصافي
علي بن محمد رضا بن علي بن السيد الصافي بن جاسم النجفي الحسيني العلوي هو وزير اقتصاد عراقي سابق، شغل المنصب في وزارة أرشد العمري الثانية عام 1954.
والده العلامة محمد رضا الصافي النجفي، وكان من الذين حاربوا العثمانيين والإنجليز، ولد عام 1881 وتوفي عام 1942.
وعمه الشاعر أحمد الصافي النجفي، وعمه الآخر العلامة محمد أمين الصافي النجفي، وله من الأخوة حسين وهو من رجال القانون والقضاء والسياسة والأدب، وقد شغل منصب وزير العدل للفترة من 1 آب 1971 حتى 24 كانون الأول 1973، ومحمود والمحامي فاتك الصافي فكان من زملاء صدام حسين في المدرسة.